# Estación de Yvonand
La estación de Yvonand es una estación ferroviaria de la comuna suiza de Yvonand, en el Cantón de Vaud.

## Historia y situación
La estación de Yvonand fue inaugurada en el año 1877 con la puesta en servicio del tramo Yverdon-les-Bains - Murten de la conocida como línea del Broye transversal Friburgo - Payerne - Yverdon-les-Bains.
Se encuentra ubicada en el borde norte del núcleo urbano de Yvonand. Cuenta con dos andenes, uno central y otro lateral a los que acceden dos vías pasantes, a las que hay que sumar otra vía pasante más y dos culatones de seguridad.
En términos ferroviarios, la estación se sitúa en la línea Friburgo - Yverdon-les-Bains. Sus dependencias ferroviarias colaterales son la estación de Cheyres hacia Friburgo y la estación de Yverdon-Champ Pittet en dirección Yverdon-les-Bains.

## Servicios ferroviarios
Los servicios ferroviarios de esta estación están prestados por SBB-CFF-FFS:

### Regionales
- R Romont - Friburgo - Payerne - Yverdon-les-Bains. Trenes cada hora entre Romont e Yverdon-les-Bains, parando en todas las estaciones del trayecto.